# Aloïs Charrin
Aloïs Charrin (8 september 2000) is een Frans voormalig wielrenner.

## Carrière
Als eerstejaars junior won Charrin het jongerenklassement in de Ronde van Opper-Oostenrijk. Een jaar later, in 2018, werd hij achtste in de door Remco Evenepoel gewonnen wegwedstrijd op het wereldkampioenschap.
In 2021 won Charrin een etappe in de Ronde van Italië voor beloften en het bergklassement in de Ronde van de Isard. In de slotrit van die Franse etappekoers kwam hij als eerste boven op onder meer de Port de Lers en de Col d'Agnes, waarmee hij voldoende punten verzamelde om Gijs Leemreize voor te blijven in dat klassement.
Omdat zijn ploeg Tudor Pro Cycling Team in 2023 een stap hogerop deed, werd Charrin dat jaar prof. In maart van dat jaar nam hij deel aan de Strade Bianche en Milaan-Sanremo. Aan het eind van 2024 besloot Charrin, op 24-jarige leeftijd, een eind te maken aan zijn wielercarrière.

## Palmares

### Overwinningen
2017
Jongerenklassement Ronde van Opper-Oostenrijk
2021
6e etappe Ronde van Italië, Beloften
Bergklassement Ronde van de Isard

### Resultaten in voornaamste wedstrijden
|      | \| Jaar \| Milaan-San Remo \| Amstel Gold Race \| Strade Bianche \| \| ---- \| --------------- \| ---------------- \| -------------- \| \| 2023 \| 165e \| opgave \| opgave \| \| 2024 \| \| opgave \| \| |                  |                |
| Jaar | Milaan-San Remo | Amstel Gold Race | Strade Bianche |
| 2023 | 165e | opgave           | opgave         |
| 2024 | | opgave           |                |

## Ploegen
- 2021 –  Swiss Racing Academy
- 2022 –  Tudor Pro Cycling Team
- 2023 –  Tudor Pro Cycling Team
- 2024 –  Tudor Pro Cycling Team

Bohli · Brun · Charrin · de Kleijn · J. Eriksson · L. Eriksson · Froidevaux · Heming · Kamp · Kelemen · Kluckers · Kolze Changizi · Pellaud · Pluimers · Reichenbach · Suter · Thalmann · Voisard · Wilksch (vanaf 5/8) · Wirtgen · Zijlaard
Bohli · Brenner · Brun · Charrin · Dainese · de Kleijn · J. Eriksson · L. Eriksson · Froidevaux · Heming · Kamp · Kelemen · Kluckers · Kolze Changizi · Krieger · Mayrhofer · Pellaud · Pluimers · Reichenbach · Rondel (vanaf 20/7) · Storer · Stork · Suter · Thalmann · Trentin · Voisard · Wilksch · Wirtgen · Zijlaard